# Holl
Die Ortschaft Holl ist ein Ortsteil der Gemeinde Lindlar, im Oberbergischen Kreis im Regierungsbezirk Köln, Nordrhein-Westfalen (Deutschland).

## Lage und Beschreibung
Holl liegt nordöstlich von Lindlar bei Hinterrübach. Der Ort darf nicht mit der gleichnamigen Ortschaft Holl bei Hohkeppel verwechselt werden.

## Geschichte
Holl wurde im Jahr 1413 das erste Mal als „holl“ urkundlich erwähnt.

## Wander- und Radwege
- Der Wanderweg Rund um Lindlar durchläuft den Ort.

## Busverbindungen
Die nächste Haltestelle ist Rübach.